# ابزار شبکه یوپی‌اس
ابزار شبکه یوپی‌اس (انگلیسی: Network UPS Tools)، مجموعه نرم‌افزارهایی است که برای نظارت بر تجهیزاتی چون یوپی‌اس، تجهیزات توزیع برق و منبع تغذیه رایانه طراحی شده‌اند.